# Дети (замысел Достоевского)
«Дети» — задуманное, но ненаписанное произведение русского писателя XIX века Фёдора Михайловича Достоевского. Замысел произведения относится к началу лета 1880 года.
О замысле известно из мемуарных статей «Из моих воспоминаний о Л. И. Поливанове (Пушкинские дни)» и «Лев Иванович Поливанов по личным моим воспоминаниям и по его письмам» писателя и педагога Алексея Михайловича Сливицкого, помогавшего организовывать открытие памятника Пушкину в Москве в 1880 году, на котором Достоевский выступил с речью: "Помолчав, он [Достоевский] прибавил: «Напишу ещё „Детей“ и умру». Роман «Дети», по замыслу Достоевского, составил бы продолжение «Братьев Карамазовых». В нём должны были выступить главными героями дети предыдущего романа…".
Воспоминания о замысле относятся к началу лета 1880 года, но сам замысел, по мнению филолога Елены Абрамовских, мог возникнуть у Достоевского в начале работы над романом «Подросток». В заметках писателя от февраля-июля 1874 года упоминается возможный роман: «Роман о детях, единственно о детях, и о герое-ребёнке (N3. Избавляют одного страдающего ребёнка, хитрости и проч.)», а также: «Дети. Мать, вышедшая вторично замуж. Группа сирот. Сведенные дети. Боец за правду. Смерть измученной матери. Протест детей. Бежать? Идут на улицу. Боец один. Странствия, и т. д.». Вероятно также, что замысел существовал ещё с 1869 года. В это время в черновиках Достоевского появляется запись о создании такого произведения: «Детство. Дети и отцы, интрига, заговоры детей, поступление в пансион и проч.»
Альтернативное предположение исследователей творчества Достоевского состоит в том, что замысел романа, продолжающего «Братьев Карамазовых», мог быть о вполне взрослых персонажах.